# 草窝滩镇
草窝滩镇，是中华人民共和国甘肃省白银市景泰县下辖的一个乡镇级行政单位。

## 行政区划
草窝滩镇下辖以下地区：
新建村、黑咀子村、龚家湾村、新墩村、长城村、西和村、三道梁村、红跃村、杨庄村、陈槽村、翠柳村、八道泉村、清泉村、常丰村、猎虎山村、青城村、丰泉村和青石墩村。